# Resonantiesnaar
Een resonantiesnaar is een meeklinkende (resonerende) snaar die niet aangeslagen wordt maar meeklinkt als een andere snaar de betreffende noot speelt. Een aantal snaarinstrumenten zoals de viola d'amore, de hardangerviool en de Bulgaarse gdulka maken hier nadrukkelijk gebruik van.
Bij het bespelen van een piano worden met het rechterpedaal alle dempers van de snaren afgetild waardoor deze ineens als resonantiesnaren gaan optreden.
Op Steinway vleugels fungeert het gedeelte van de snaar tussen de kam en het bevestigingsoog van de snaar als resonantiesnaar. Dit was onderdeel van Steinway's "Duplex Scale System". De door dit gedeelte van de snaar geproduceerde boventonen klinken empathisch mee met de aangeslagen snaar. Pianofabrikant Blüthner introduceerde ook een resonantiesnaarprincipe, dat bekendstaat als "aliquot stringing", waarbij een vierde, niet zelf aangeslagen snaar die gespannen is boven de drie wel aangeslagen snaren meetrilt.

## Instrumenten met resonantiesnaren
- Nyckelharpa
- Gdulka
- Hardangerviool
- Harpgitaar
- Piano[1]
- Sarangi
- Sarod
- Sitar
- Taus
- Tanpura
- Teorbe
- Viola d'amore